# Skottjärnen, Dalarna
Skottjärnen är en sjö i Smedjebackens kommun i Dalarna och ingår i Norrströms huvudavrinningsområde. Sjöns area är 0,03 kvadratkilometer och den befinner sig 261 meter över havet.